# Карл Брандт
Карл Франц Фрідріх Брандт (нім. Karl Franz Friedrich Brandt, нар. 8 січня 1904 — пом. 2 червня 1948) — рейхскомісар охорони здоров'я, особистий лікар Гітлера, військовий злочинець. За освітою лікар-хірург, професор. Член НСДАП. Відповідальний за проведення програми по умертвіння людей, в ході якої знищувалися інваліди, душевнохворі і люди з обмеженими можливостями. Группенфюрер СС і генерал-лейтенант військ СС (20 квітня 1944 року), генерал-майор медичної служби (1 березня 1943 року).

## Життєпис
Карл Брандт народився в 1904 році в сім'ї військового офіцера. Закінчивши навчання в Дрездені він в 1922 р вступає на медичний факультет в Єні. Згодом продовжує навчання у Фрайбурзі та Берліні.
З січня 1932 року — член НСДАП (квиток № 1 009 617).
З 1933 року — член СА.
З 29 липня 1934 року — член СС (посвідчення № 260 353).
У 1933 році займається лікуванням потрапив в ДТП Вільгельма Брюкнера — ад'ютанта Гітлера, ніж заслуговує подяку останнього і з червня 1934 р стає супроводжуючою лікарем фюрера. Заступником Брандта як супроводжуючого лікаря фюрера став Вернер Хаазе, а пізніше Ганс Карл фон Хассельбах.
17 березня 1934 року одружується на чемпіонці з плавання з Мюнхена Анні Реборн (нім. Anni Rehborn).

1 вересня 1939 разом із Філіппом Боулером був призначений Гітлером уповноваженим в проведенні акції евтаназії («здійсненні милостивою смерті невиліковно хворим»), яка отримала назву акції Т-4. Саме Брандт першим дозволив убити дитину-інваліда на прізвище Кнауер, чим поклав початок «Акції евтаназії». Головним завданням акції стало знищення душевнохворих і хворих психіатричних лікарень, дітей з вадами розвитку. Були відібрані спеціальні лікарні, в яких вбивали інвалідів — в основному за допомогою ін'єкції, здебільшого використовувався люмінал. Іноді просто морили голодом. В ході «акції» тільки дітей було вбито близько 5 тисяч. Акція Т-4 здійснювалася в Гадамарі, замку Графенек, замку Гартгайм, Зоннештайн, Бернбург, а також в Бранденбурзі.
У 1940 році Брандт включений до складу військ СС.
З 28 липня 1942 року — уповноважений, а з 5 вересня 1943 року — генеральний уповноважений охорони здоров'я і медичної служби. У його функції входила координація цивільної та військової системи охорони здоров'я. Частиною його обов'язків було створення ліжкового фонду для поранених під час військових дій солдатів. Звільнення ліжкового фонду досягалося, зокрема, шляхом вбивства психічно хворих і безперспективно хворих передозуванням препаратів (також відоме як «Акція Брандта»).
З 20 квітня 1944 року — лейб-лікар фюрера.
З 25 серпня 1944 року — імперський комісар охорони здоров'я і медичної служби і імперський комісар по санітарії та гігієни.
Ще до смерті Гітлера Брандт був звинувачений в тому, що його дружина і діти перебували в зоні наступу американських військ і передавали американцям таємні дані. Гітлер наказав скликати трибунал, який засудив Брандта до смертної кари за державну зраду. Однак завдяки допомозі Гіммлера йому вдалося уникнути страти. Був полонений військами союзників разом з урядом Деніца у Фленсбурзі.

### Нюрнберзький процес над лікарями
Карл Брандт на Нюрнберзькому процесі над лікарями
Постав в якості одного з головних обвинувачених на процесі над лікарями, який офіційно називався «США проти Карла Брандта». Нюрнберзький процес над лікарями проходив з 9 грудня 1946 до 20 серпня 1947 року. Брандт відмовився від послуг адвоката і вважав за краще захищатися самостійно. Був звинувачений в особливій відповідальності і участі в злочинах. Засуджений до смерті за військові злочини, злочини проти людяності і участь в злочинних організаціях. Повішений 2 червня 1948 року в тюрмі Ландсберг. Останніми його словами були: "Не соромно йти на цю плаху. Це всього лише політична помста. Я служив своїй Батьківщині, як і багато хто до мене … " Петля стягнула його шию, обірвавши на півслові.

## Звання
- Унтерштурмфюрер СС (29 липня 1934)
- Оберштурмфюрер СС (1 січня 1935)
- Гауптштурмфюрер СС (1936)
- Штурмбаннфюрер СС (9 листопада 1937)
- Оберштурмбаннфюрер СС (1938)
- Штандартенфюрер СС (1 серпня 1942)
- Бригадефюрер СС (30 січня 1943)
- Генерал медичної служби (1 березня 1943)
- Группенфюрер СС і генерал військ СС (20 квітня 1944)

## Нагороди[9]
- Кільце «Мертва голова» (11 травня 1936)
- Золотий партійний знак НСДАП (30 січня 1943)
- Спортивний знак СА
- Почесна шпага рейхсфюрера СС
- Йольський свічник
- Почесний кут старих бійців